# Пикеринг, Ник
Ни́колас Пи́керинг (англ. Nicholas Pickering; 4 августа 1963) — английский футболист, полузащитник. Выступал за футбольные клубы «Сандерленд», «Ковентри Сити», «Дерби Каунти», «Дарлингтон» и «Бернли», также за сборную Англии.

## Клубная карьера
Футбольную карьеру Пикеринг начал в «Сандерленде». В основном составе «чёрных котов» выступал с 1981 по 1986 год, сыграв в общей сложности 209 матчей и забив 18 голов.
В 1986 году перешёл в «Ковентри Сити». В сезоне 1986/87 помог команде выиграть Кубок Англии, обыграв в финальном матче «Тоттенхэм Хотспур».
С 1988 по 1991 год выступал за «Дерби Каунти», с 1991 по 1993 год — за «Дарлингтон».
В марте 1993 года перешёл в «Бернли» за 15 тысяч фунтов. Дебютировал за клуб 23 марта 1993 года в игре против «Болтон Уондерерс». Всего провёл за команду 4 матча (последнюю — 6 апреля 1993 года против «Лейтон Ориент»). В июне 1994 года был отпущен клубом в качестве свободного агента. После этого завершил игровую карьеру.

## Карьера в сборной
С сентября 1982 по апрель 1986 года провёл 15 матчей и забил 1 гол за сборную Англии до 21 года. В 1984 году в составе сборной выиграл чемпионат Европы среди игроков до 21 года).
19 июня 1983 года провёл свою единственную игру за главную сборную Англии: это был товарищеский матч против сборной Австралии в Мельбурне.

## Достижения
«Ковентри Сити»
- Обладатель Кубка Англии: 1986/87[4]

Сборная Англии (до 21 года)
- Победитель чемпионата Европы (до 21 года): 1984